# Xã Spring Creek East, Quận Dent, Missouri
Xã Spring Creek East (tiếng Anh: Spring Creek East Township) là một xã thuộc quận Dent, tiểu bang Missouri, Hoa Kỳ. Năm 2010, dân số của xã này là 4.675 người.